# Sagartia troglodytes
Sagartie des vases
Espèce
Synonymes
- Actinea troglodytes[1]
- Actinia aurora Gosse, 1854[1]
- Actinia explorator Dalyell, 1848[2]
- Actinia troglodytes Price in Johnston, 1847[1]
- Actinia viduata W. Thompson[1]
- Cylista troglodytes (Price in Johnston, 1847)[1]
- Heliactis ornata Holdsworth[1]
- Heliactis troglodytes[1]
- Heliactis venusta Gosse[1]
- Sagaratia troglodytes[1]
- Sagartia undata var. troglodytes Carlgren, 1893[1]
- Scolanthus sphaeroides Holdsworth, 1855[1]

Sagartia troglodytes, communément appelé la Sagartie des vases, est une espèce d'anémones de mer de la famille des Sagartiidés. Elle se rencontre sur les côtes orientales de l'océan Atlantique et mesure une dizaine de centimètres.

## Distribution et habitat
L'espèce est présente sur le littoral de l'océan Atlantique Est, sur les côtes norvégiennes, des îles Britanniques et de la mer du Nord. Elle est plus rare en Manche et en Méditerranée. L'anémone s'établit à un rocher ou à un autre support largement enfoncé dans le sédiment ; elle se rencontre depuis l'étage médiolittoral jusqu'à 50 m de profondeur. Sagartia troglodytes est parfois observée sur les parois de grotte à marée basse.

## Systématique
L'espèce Sagartia troglodytes a été décrite pour la première fois en 1847 par le clerc et naturaliste britannique John Price (d) (1803-1887) sous le protonyme d’Actinia troglodytes.

## Description

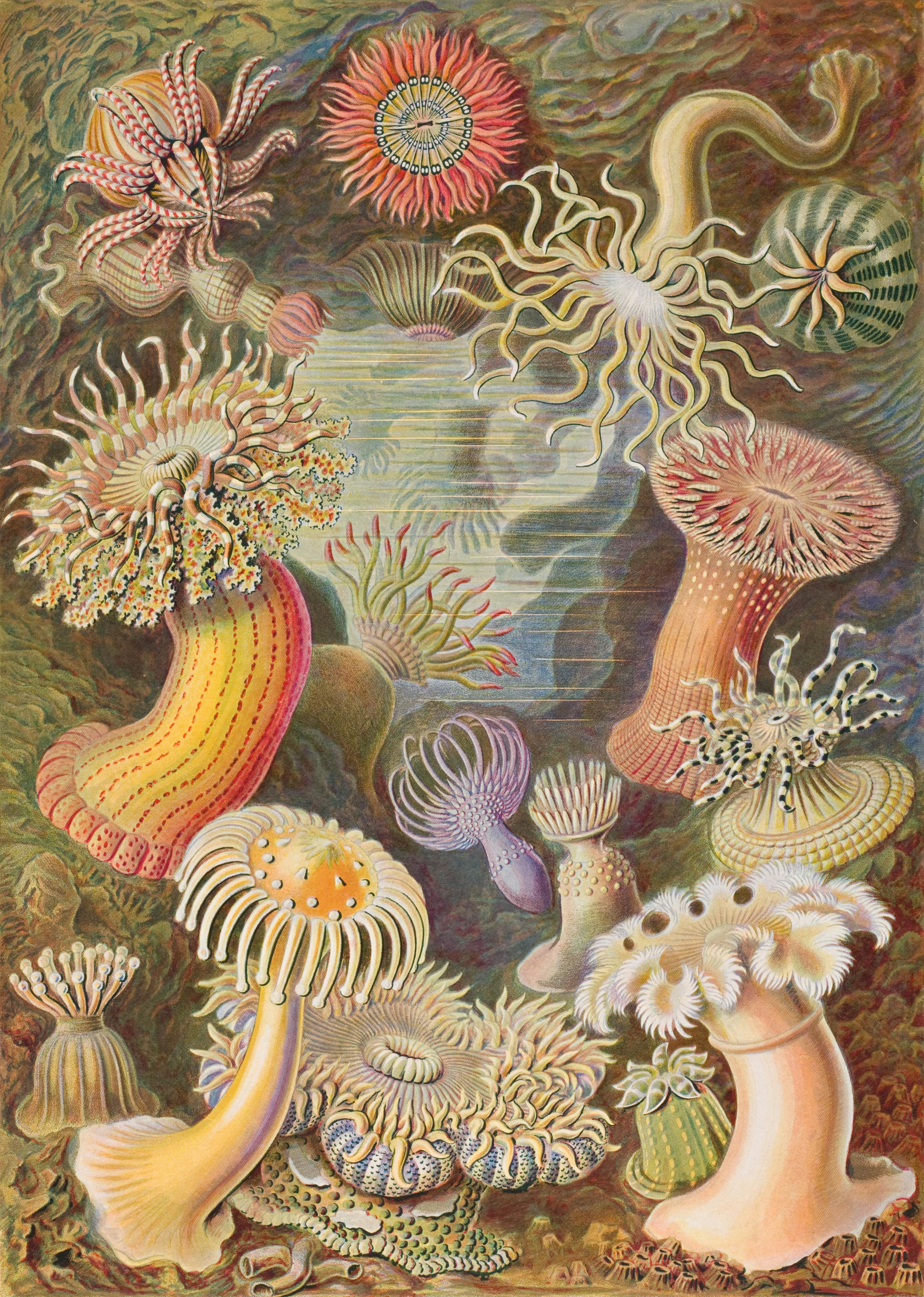
Sagartia troglodytes est l'anémone orange visible au milieu et à droite de l'image.

La pied de l'animal est fixé dans le substrat rocheux ou complètement enfoncé dans le sable. Il est légèrement plus large que la colonne, lisse et dur. Le pied est bien plus long que large et recouvert de verrues adhésives sur sa partie supérieure. Le disque situé autour de la bouche est principalement plat : il est décoré de motifs et est entouré de quatre ou cinq couronnes composées de nombreux petits tentacules, les plus longs étant les plus proches de la bouche. La coloration générale oscille entre le vert olive et le marron. Des rayures verticales sont visibles sur la colonne. Les rayures radiales sur l'anneau oral sont grises, blanches et brunes. Au nombre de 200 à l'âge adulte, les tentacules sont presque transparents et marqués de blanc, de gris ou d'autres couleurs pâles à l'exception du bleu. Les jeunes ne possèdent que 12 tentacules. Des motifs noirs ressemblant à un « B » en lettre capitale sont visibles à la base de chaque tentacule. 
Il n'est pas rare que des éclats de coquille et de sédiment se collent aux verrues sur la partie supérieure de la colonne. Cette dernière peut atteindre un diamètre de 4 cm et une hauteur de 5 à 10 cm. Durant l'hiver, quand les roches sont dépouillées de leur sable par de forts courants, l'anémone présente parfois des formes inhabituelles puisque la roche seule ne fournit pas un support suffisant. S. troglodytes ressemble à S. elegans mais cette dernière possède une colonne plus courte et plus lisse. Enfin, elle se différencie de Cereus pedunculatus par un nombre de tentacules moins important et par un la taille inférieure de son disque oral.

## Biologie
La Sagartie des vases est une anémone solitaire. Son régime alimentaire se compose à 80 % de zooplancton et à 20 % de très petites proies, notamment de petits crabes et des amphipodes qu'elle capture à l'aide de ses tentacules. Les proies sont paralysées puis consommées,. Quand elle est menacée, elle fait sortir ses aconties.
L'anémone est hermaphrodite et vivipare. Les spermatozoïdes sont relâchés dans l'eau et participent à la fécondation en pénétrant le corps d'un autre spécimen. Les larves se développent dans la cavité gastrique. La multiplication repose également sur le clonage naturel : un spécimen soumis à des conditions difficiles se divise verticalement, chaque partie finit par reconstituer un individu viable.